# Pyrophleps vitripennis
Pyrophleps vitripennis is een vlinder uit de familie wespvlinders (Sesiidae), onderfamilie Sesiinae.
Pyrophleps vitripennis is voor het eerst wetenschappelijk beschreven door Arita & Gorbunov in 2000. De soort komt voor in het Oriëntaals gebied.